# گیاه‌پارچ رافلز
گیاه‌پارچ رافلز (نام علمی: Nepenthes rafflesiana) نام یک گونه از سرده گیاه‌پارچ‌ها است.